# جایزه صلح گاندی

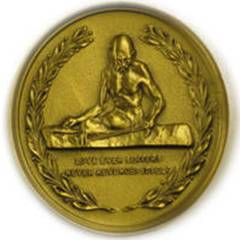
مدال جایزه صلح گاندی

جایزه صلح گاندی (انگلیسی: Gandhi Peace Award) یک جایزه شامل وجه نقد است که سالانه از سال ۱۹۶۰ تا کنون توسط تشکل ترویج صلح پایدار به افراد برای «مشارکت در ارتقای صلح و حسن نیت بین‌المللی» اهدا می‌شود. این جایزه به افتخار مهندس کارامچاند گاندی نامگذاری شده است، اما هیچ ارتباط شخصی با مهاتما گاندی یا هیچ‌یک از اعضای خانواده او ندارد.
برندگان جایزه شامل: خاخام آریک اشرمن و ایهود بندل برای حقوق بشر (۲۰۱۱) بودند، ایمی گودمن از دموکراسی نو! در (۲۰۱۲)، بیل‌مک کیبن از سازمان ۳۵۰ (۲۰۱۳)، میدیا بنجامین از کد پینگ (۲۰۱۴)، تام بی. کی گلدوت (۲۰۱۵)، کتی کلی از صدا برای عدم خشونت خلاق (۲۰۱۵)، عمر برغوثی (۲۰۱۷)، رالف نیدر (۲۰۱۷) و جکسون براون (۲۰۱۸) است.
از سال ۱۹۶۰ و از زمانی که اولین جایزه توسط النور روزولت پذیرفته شد، این جایزه شخصاً به «قهرمانان صلح» اهدا می‌شود که خود نمونه‌ای از اعضای ترویج صلح پایدار، مقاومت غیر خشونت‌آمیز در برابر قدرت سوءاستفاده‌کننده، و درگیری‌های مسلحانه، سرکوب خشونت‌آمیز و بی‌توجهی به محیط زیست هستند. این جایزه همچنین به منظور قدردانی از افراد به‌دلیل مشارکت قابل توجه، از طریق همکاری‌های بدون خشونت همگام با مرام گاندی، در تلاش برای دستیابی به تمدن پایدار جهانی که بر پایه صلح بین‌المللی بنا شده است، می‌باشد.
در قرن بیست و یکم، این جایزه به منظور تجلیل از کسانی در نظر گرفته شده که زندگی و آثار آنها نشان‌دهنده این اصل است که صلح بین‌المللی، عدالت جهانی اجتماعی اقتصادی و هماهنگی محیطی سیاره‌ای به هم وابسته و جدایی‌ناپذیر هستند، و هر سه برای بقای تمدن ضروری است.
خود جایزه با یک مدال سنگین و یک گواهی همراه با کتیبه‌ای که خلاصه‌ای از آثار گیرنده را نشان می‌دهد. این مدال، ساخته شده از برنز است (فلزی که از سیستم‌های هدایت موشک‌های هسته‌ای منسوخ شده گرفته شده است). این مدال با چهره گاندی و عبارتی از او: «عشق همیشه رنج می‌برد / هرگز انتقام نمی‌گیرد» در قالب برنز ریخته شده است. این جایزه در مراسمی که معمولاً سالی یک بار در نیویورک یا نیوهیون برگزار می‌شود، اهدا می‌شود که طی آن از گیرنده دعوت می‌شود تا سخن و پیامی از چالش و امید ارائه دهد.

## تاریخچه
جایزه صلح گاندی توسط جروم دیویس (پرفسور جامعه‌شناس)، بنیانگذار ترویج صلح پایدار، استاد دانشگاه ییل طراحی شده است. دیویس برای اولین بار در ۱۳ مارس ۱۹۵۹ این جایزه را به هیئت ترویج صلح پایدار پیشنهاد کرد، با این نیت که ادای احترامی به پیشروترین مدافعین مقاومت بدون خشونت در عصر مدرن باشد و تا حدی شکست کمیته نوبل در اعطای جایزه صلح به گاندی قبل از مرگش را جبران نماید. این جایزه برای اولین بار در سال ۱۹۶۰ به النور روزولت اهدا شد، و از آن پس ادامه یافت. جایزه شامل یک گواهینامه و یک مدال برنز است که نقل قولی از گاندی را در خود دارد: «عشق همیشه رنج می‌برد / هرگز انتقام نمی‌گیرد» مجسمه‌ساز برجسته نیویورکی، دون بنارون کاتز، مأموریت یافت تا به عنوان سمبل و نماد این جایزه یک اثر هنری خلق کند. او دربارهٔ گاندی در غرفه خانه هند در کتابخانه شهر نیویورک تحقیق کرد و تا سال ۱۹۶۰ یک پرتره برجسته کنده‌کاری شده در چوب از بنیانگذار جنبش بین‌المللی تغییر بدون خشونت ساخت. او در مورد مدالی که ایجاد کرده است، نوشت: «من کلمه گجراتی صلح را از یک طرف حک کردم و از طرف دیگر یک گاوآهن و قلاب هرس نمادین با الهام از اشعیا ۲: ۴ …
آنها شمشیرهای خود را به گاوآهن می‌زنند
و نیزه‌های‌شان به قلاب‌های هرس.
ملتی شمشیر بر ضد ملت بلند نمی‌کند
و دیگر جنگ نخواهند آموخت»
از سال ۲۰۱۱ این جایزه شامل یک جایزه نقدی هم هست. مراسم اعطای جوایز در نیو هیون در ایالت کنتیکت آمریکا برگزار می‌شود. در حال حاضر برندگان از آمریکای شمالی و بریتانیا هستند. کتابی دربارهٔ این جایزه از بدو تأسیس تا سال ۱۹۹۷، با نام در راه گاندی: نیم قرن اول ترویج صلح پایدار، توسط جیمز کلمنت ون پلت نوشته و منتشر شد. گزیده‌هایی از این کتاب در اینجا موجود است.

## برندگان برجسته
برندگان برجسته جایزه:
- در سال ۲۰۱۸ جکسون براون برنده جایزه بود. او اولین هنرمندی است که این جایزه را دریافت کرده است.[۴]
- در سال ۲۰۱۷ برندگان رالف نیدر و عمر برغوثی بودند.
- در سال ۲۰۱۵ این جایزه به تام بی ک. گلدتوث و کتی کلی تعلق گرفت.
- در ژانویه ۲۰۱۴ ترویج صلح پایدار اعلام کرد که جایزه صلح گاندی در آن سال توسط مدیا بنجامین دریافت می‌شود.
- جایزه سال ۲۰۱۳ به بیل مک کیبن اهدا شد که یکی از معروف‌ترین رهبران جنبش محیط زیست در ایالات متحده است. اولین کتاب او «پایان طبیعت» بود که در سال ۱۹۸۹ منتشر شد. او که یک فعال و روزنامه‌نگار است، آثارش در ماهنامه آتلانتیک، مجله هارپر، مجله مادر جونز و رولینگ استون به چاپ رسیده است.
- در سال ۲۰۱۲ این جایزه به ایمی گودمن برای مشارکت وی در ارتقای صلح پایدار از طریق ترویج روزنامه‌نگاری صادقانه و شفاف اهدا شد. یکی از بخش‌های اصلی آن گزارش ماهیت واقعی و آثار طولانی مدت پس از جنگ است. گودمن روزنامه‌نگاری سخن ور، شناخته شده در سطح بین‌المللی، ستون‌نویس، محقق، نویسنده و مجری و بنیانگذار دموکراسی نو! است، یک برنامه خبری مستقل جهانی که روزانه از رادیو و تلویزیون و از طریق اینترنت پخش می‌شود. (سخنرانی پذیرش او را می‌توانید در اینجا مشاهده کنید).
- در سال ۲۰۱۱ این جایزه به خاخام اهود بندل و خاخام آریک اشرمن بخاطر رهبری تشکیلات «خاخام‌ها برای حقوق بشر» و مقاومت بدون خشونت آن در برابر آزار فلسطینیان در سرزمین‌های اشغالی، اهدا شد. سخنرانی‌های پذیرش آنها را می‌توانید در اینجا مشاهده کنید.
- در سال ۱۹۸۹ این جایزه به سزار چاوز، بنیانگذار اتحادیه کارگران مزرعه آمریکا، به دلیل استفاده از تاکتیک‌های غیرخشونت‌آمیز، از جمله تحریم مصرف‌کننده ملی، برای بهبود شرایط و پرداخت غرامت برای کارگران مزرعه مهاجر اهدا شد. (سخنرانی پذیرش او را می‌توانید در اینجا مشاهده کنید).